# Saint-Gilles (Indre)
Pour les articles homonymes, voir Saint-Gilles.
Saint-Gilles est une commune française située dans le département de l'Indre, en région Centre-Val de Loire.

## Géographie

### Localisation
La commune est située dans le sud du département, dans la région naturelle du Boischaut Sud.
Les communes limitrophes sont : Chazelet (3 km), Parnac (3 km), Vigoux (4 km), Saint-Civran (6 km) et Roussines (6 km).
Les communes chefs-lieux et préfectorales sont : Saint-Gaultier (18 km), Le Blanc (35 km), Châteauroux (41 km), La Châtre (42 km) et Issoudun (66 km).

### Hameaux et lieux-dits
Les hameaux et lieux-dits de la commune sont : Abloux, Chanteloube, le Moulin de Chanteloube et le Moulin de Saint-Gilles.

### Géologie et hydrographie
La commune est classée en zone de sismicité 2, correspondant à une sismicité faible.
Le territoire communal est arrosé par la rivière Abloux, de plus il possède les sources du ruisseau Chinan.

### Climat
Pour des articles plus généraux, voir Climat du Centre-Val de Loire et Climat de l'Indre.
En 2010, le climat de la commune est de type climat océanique dégradé des plaines du Centre et du Nord, selon une étude du CNRS s'appuyant sur une série de données couvrant la période 1971-2000. En 2020, Météo-France publie une typologie des climats de la France métropolitaine dans laquelle la commune est exposée à un climat océanique altéré et est dans une zone de transition entre les régions climatiques « Centre et contreforts nord du Massif Central » et « Ouest et nord-ouest du Massif Central ».
Pour la période 1971-2000, la température annuelle moyenne est de 11,5 °C, avec une amplitude thermique annuelle de 15,2 °C. Le cumul annuel moyen de précipitations est de 804 mm, avec 11,9 jours de précipitations en janvier et 7,4 jours en juillet. Pour la période 1991-2020, la température moyenne annuelle observée sur la station météorologique de Météo-France la plus proche, « Éguzon », sur la commune d'Éguzon-Chantôme à 12 km à vol d'oiseau, est de 12,1 °C et le cumul annuel moyen de précipitations est de 934,4 mm,. Pour l'avenir, les paramètres climatiques de la commune estimés pour 2050 selon différents scénarios d'émission de gaz à effet de serre sont consultables sur un site dédié publié par Météo-France en novembre 2022.

### Voies de communication et transports
Le territoire communal est desservi par les routes départementales : 1, 1B et 59.
La ligne du Blanc à Argenton-sur-Creuse via Saint-Benoît-du-Sault passait par le territoire communal, deux gares (Saint-Gilles et La Fontouret) desservaient la commune. Les gares ferroviaires les plus proches sont les gares d'Éguzon (13 km), Argenton-sur-Creuse (15 km) et Saint-Sébastien (16 km).
Saint-Gilles est desservie par la ligne L du Réseau de mobilité interurbaine.
L'aéroport le plus proche est l'aéroport de Châteauroux-Centre, à 53 km.

## Urbanisme

### Typologie
Au 1er janvier 2024, Saint-Gilles est catégorisée commune rurale à habitat très dispersé, selon la nouvelle grille communale de densité à sept niveaux définie par l'Insee en 2022.
Elle est située hors unité urbaine. Par ailleurs la commune fait partie de l'aire d'attraction d'Argenton-sur-Creuse, dont elle est une commune de la couronne,. Cette aire, qui regroupe 7 communes, est catégorisée dans les aires de moins de 50 000 habitants,.

### Occupation des sols
L'occupation des sols de la commune, telle qu'elle ressort de la base de données européenne d’occupation biophysique des sols Corine Land Cover (CLC), est marquée par l'importance des territoires agricoles (76,3 % en 2018), une proportion identique à celle de 1990 (76,3 %). La répartition détaillée en 2018 est la suivante : 
prairies (37,9 %), zones agricoles hétérogènes (34,4 %), forêts (23,7 %), terres arables (4,1 %). L'évolution de l’occupation des sols de la commune et de ses infrastructures peut être observée sur les différentes représentations cartographiques du territoire : la carte de Cassini (XVIIIe siècle), la carte d'état-major (1820-1866) et les cartes ou photos aériennes de l'IGN pour la période actuelle (1950 à aujourd'hui).

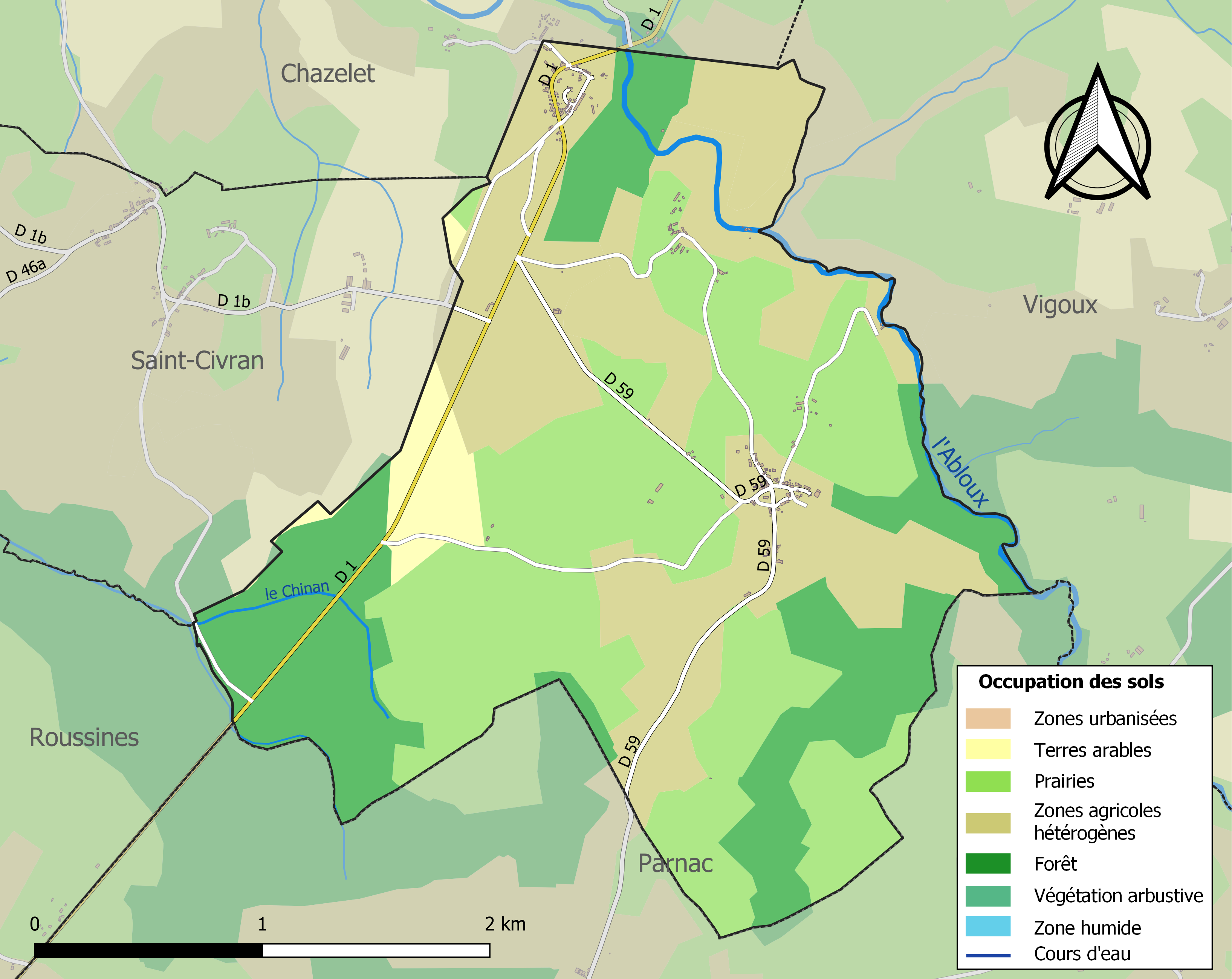
Carte des infrastructures et de l'occupation des sols de la commune en 2018 (CLC).

### Logement
Le tableau ci-dessous présente le détail du secteur des logements de la commune :
| Date du relevé                                              | 2013   |
| Nombre total de logements                                   | 93     |
| Résidences principales                                      | 61,4 % |
| Résidences secondaires                                      | 22,6 % |
| Logements vacants                                           | 16 %   |
| Part des ménages propriétaires de leur résidence principale | 88,9 % |

### Risques majeurs
Le territoire de la commune de Saint-Gilles est vulnérable à différents aléas naturels : météorologiques (tempête, orage, neige, grand froid, canicule ou sécheresse) et séisme (sismicité faible). Un site publié par le BRGM permet d'évaluer simplement et rapidement les risques d'un bien localisé soit par son adresse soit par le numéro de sa parcelle.

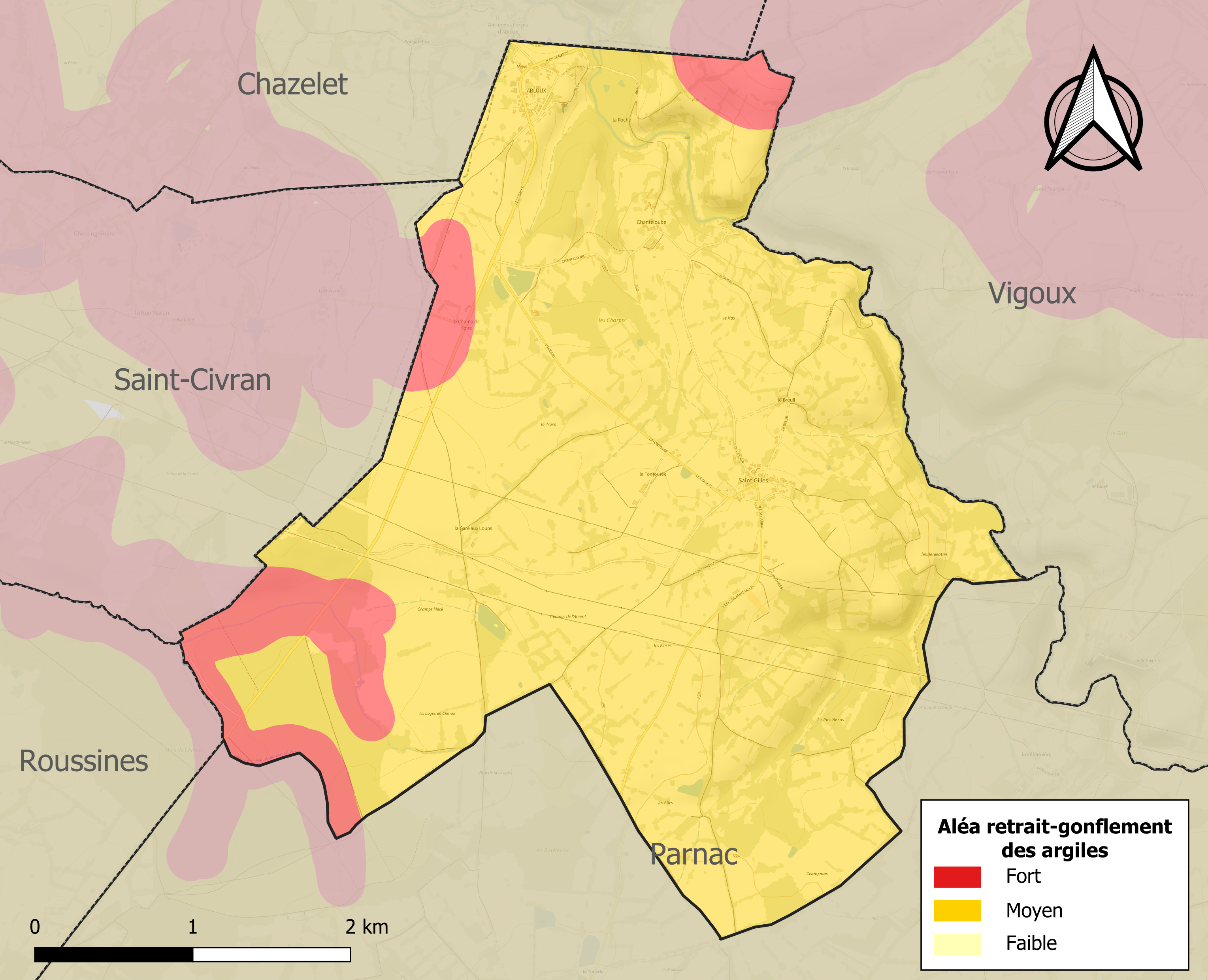
Carte des zones d'aléa retrait-gonflement des sols argileux de Saint-Gilles.

Le retrait-gonflement des sols argileux est susceptible d'engendrer des dommages importants aux bâtiments en cas d’alternance de périodes de sécheresse et de pluie. La totalité de la commune est en aléa moyen ou fort (84,7 % au niveau départemental et 48,5 % au niveau national). Sur les 98 bâtiments dénombrés sur la commune en 2019, 98 sont en aléa moyen ou fort, soit 100 %, à comparer aux 86 % au niveau départemental et 54 % au niveau national. Une cartographie de l'exposition du territoire national au retrait gonflement des sols argileux est disponible sur le site du BRGM,.
Concernant les mouvements de terrains, la commune a été reconnue en état de catastrophe naturelle au titre des dommages causés par la sécheresse en 2016 et par des mouvements de terrain en 1999.

## Toponymie
Cette commune porte le nom de « Saint-Gilles » en référence à l'abbé bénédictin saint Gilles l'Ermite. La légende veut que cet abbé bénédictin soit lié à la fondation de l'abbaye de Saint-Gilles (Gard), un lieu important de pèlerinage sur la route de Saint-Jacques-de-Compostelle.
Un décret de la Convention du 25 vendémiaire an II (16 octobre 1793) invita les communes ayant des noms pouvant rappeler les souvenirs de royauté, féodalité ou superstition, à les remplacer par d'autres dénominations. En cette période de Révolution, la commune de Saint-Gilles porta le nom de Mont-d'Abloux.
Ses habitants sont appelés les Saint-Gillois.

## Histoire
La paroisse dépendait du prieuré de Saint-Benoît-du-Sault.
En Bas-Berry, au XVIe siècle, le haut-fourneau et le « procédé indirect » d'obtention du fer apparaissent et de grandes forges sur terres seigneuriales se constituent alors. Dans l’Indre, notamment autour d’Abloux (à Chazelet et à Saint-Gilles), des forges seront établies jusqu'au milieu du XIXe siècle.
Parce que Saint-Gilles (et le Bas-Berry dans son ensemble) a été relativement mieux épargné par les destructions consécutives à la Révolution et aux guerres, son patrimoine s'est mieux maintenu qu'en d'autres régions.
Lors de la débâcle (Seconde Guerre mondiale), des populations en exode fuyant la zone conquise  par la Wehrmacht, furent parfois logées dans les environs. Dans le département, la Résistance) fut active dès 1940-41. Lors de la répression allemande de l'été 1944, Saint-Gilles ne connut pas de pillage, saccage ou d'exécution sommaire.
La commune fut rattachée de 1973 à 2015 au canton de Saint-Benoît-du-Sault.

## Politique et administration
La commune dépend de l'arrondissement du Blanc, du canton de Saint-Gaultier, de la première circonscription de l'Indre et de la communauté de communes Marche Occitane - Val d'Anglin.
| Période                                  | Période   | Identité           | Étiquette   | Qualité   |
| ---------------------------------------- | --------- | ------------------ | ----------- | --------- |
| juin 1995,                               | mars 2014 | Jacqueline Aufrère | ?           | Retraitée |
| mars 2014                                | 2020      | Daniel Laforêt     | DVD         | Retraité  |
| juillet 2020                             | En cours  | Spike Groen        | LR puis REC |           |
| Les données manquantes sont à compléter. |           |                    |             |           |

## Population et société

### Démographie
L'évolution du nombre d'habitants est connue à travers les recensements de la population effectués dans la commune depuis 1793. Pour les communes de moins de 10 000 habitants, une enquête de recensement portant sur toute la population est réalisée tous les cinq ans, les populations de référence des années intermédiaires étant quant à elles estimées par interpolation ou extrapolation. Pour la commune, le premier recensement exhaustif entrant dans le cadre du nouveau dispositif a été réalisé en 2005.

En 2022, la commune comptait 92 habitants, en évolution de −15,6 % par rapport à 2016 (Indre : −3 %, France hors Mayotte : +2,11 %).
| 1793 | 1800 | 1806 | 1821 | 1831 | 1836 | 1841 | 1846 | 1851 |
| ---- | ---- | ---- | ---- | ---- | ---- | ---- | ---- | ---- |
| 370  | 311  | 303  | 386  | 390  | 423  | 476  | 503  | 501  |

| 1856 | 1861 | 1866 | 1872 | 1876 | 1881 | 1886 | 1891 | 1896 |
| ---- | ---- | ---- | ---- | ---- | ---- | ---- | ---- | ---- |
| 448  | 434  | 480  | 332  | 353  | 341  | 359  | 361  | 355  |

| 1901 | 1906 | 1911 | 1921 | 1926 | 1931 | 1936 | 1946 | 1954 |
| ---- | ---- | ---- | ---- | ---- | ---- | ---- | ---- | ---- |
| 364  | 338  | 332  | 302  | 279  | 237  | 266  | 204  | 176  |

| 1962 | 1968 | 1975 | 1982 | 1990 | 1999 | 2005 | 2006 | 2010 |
| ---- | ---- | ---- | ---- | ---- | ---- | ---- | ---- | ---- |
| 185  | 185  | 185  | 147  | 135  | 133  | 100  | 96   | 114  |

| 2015 | 2020 | 2022 | - | - | - | - | - | - |
| ---- | ---- | ---- | - | - | - | - | - | - |
| 107  | 95   | 92   | - | - | - | - | - | - |

### Enseignement
La commune ne possède pas de lieu d'enseignement.

### Médias
La commune est couverte par les médias suivants : La Nouvelle République du Centre-Ouest, Le Berry républicain, L'Écho - La Marseillaise, La Bouinotte, Le Petit Berrichon, France 3 Centre-Val de Loire, Berry Issoudun Première, Vibration, Forum, France Bleu Berry et RCF en Berry.

## Économie
La commune se situe dans la zone d’emploi de Châteauroux et dans le bassin de vie d’Argenton-sur-Creuse.
L’économie de la commune repose sur des entreprises individuelles, transport routier de marchandises et produits fermiers.

## Culture locale et patrimoine
- Église romane
- Monument aux morts